# Rio Meão
Rio Meão ist eine Gemeinde (Freguesia) im portugiesischen Kreis Santa Maria da Feira. In ihr leben 4813 Einwohner (Stand 19. April 2021).

## Persönlichkeiten
- Fernando Mendes (1946–2001), Radrennfahrer